# Lijst van weg- en veldkruisen in Venray
Dit is een onvolledige lijst van weg- en veldkruisen in de gemeente Venray. Onder kruisen wordt verstaan: alle weg-, veld- en hagelkruisen ed. De kruisen op kerkhoven of op gevels en daken van gebouwen zijn buiten beschouwing gelaten.
Bij enkele kruisen staat het huisnummer aangegeven van de woning die erbij ligt.
| Adres                                         | Plaats        | Plaatsingsjaar          | Soort kruis  | Extra informatie | Foto                                                                                 |
| --------------------------------------------- | ------------- | ----------------------- | ------------ | --- | ------------------------------------------------------------------------------------ |
| Langstraat-Oude Heerweg                       | Blitterswijck |                         |              | |                                                                                      |
| Ooijenseweg (Roekenbosch)                     | Blitterswijck |                         |              | |                                                                                      |
| Castenraysweg-Klein Oirlo                     | Castenray     | Eind 19e eeuw en 2009   |              | |                                                                                      |
| Lollebeekweg-Steegkamp                        | Castenray     | 1936 en 2005            |              | |                                                                                      |
| Roffert-Tunnelweg                             | Castenray     | 2008                    | Memoriekruis | Geplaatst ter gelegenheid van het 75-jarig bestaan van de parochie Castenray en het jaar van het religieus erfgoed                                           |                                                                                      |
| Dorpstraat-Voortweg                           | Geijsteren    |                         |              | |                                                                                      |
| Deurneseweg-Lemmenweg                         | Heide         | 1918                    |              | | Veldkruis aan de Lemmenweg-Deurneseweg in Heide                                      |
| Droessenweg                                   | Heide         | 1915                    |              | Stond vroeger aan de Lemmenweg bij nr. 12. Werd in 1975 verplaatst naar de huidige plek.                                                                     |                                                                                      |
| Heidseschoolweg (bij nr. 5)                   | Heide         | 1955                    |              | Stond vroeger aan de overkant van de weg. Werd in 1965 verplaatst naar de huidige plek.                                                                      |                                                                                      |
| Heidseweg (bij nr. 3)                         | Heide         | 18e eeuw                | Hagelkruis   | |                                                                                      |
| Heidseweg (bij nr. 9)                         | Heide         |                         |              | |                                                                                      |
| Heidseweg-Volen                               | Heide         | 1932                    |              | | Veldkruis aan de Heidseweg-Volen in Heide                                            |
| Volen                                         | Heide         |                         |              | |                                                                                      |
| Van Berlostraat-Leunseweg                     | Leunen        | 1902                    |              | |                                                                                      |
| Brienshoekweg                                 | Leunen        | 1958                    |              | |                                                                                      |
| Engesteeg (bij nr. 2)                         | Leunen        | 19e eeuw                |              | |                                                                                      |
| Horsterweg (bij nr. 8)                        | Leunen        | 1750 en 1986            |              | |                                                                                      |
| Horsterweg (bij nr. 15)                       | Leunen        | Midden 19e eeuw en 1944 |              | |                                                                                      |
| Veulenseweg                                   | Leunen        |                         |              | |                                                                                      |
| Veulenseweg-Vullingsstraat                    | Leunen        | 1893 en 1984            |              | Stond vroeger bij de Mariakapel aan de Horsterweg, 25 meter verderop. Werd in 1984 verplaatst naar de huidige plek.                                          |                                                                                      |
| Steegse Peelweg                               | Leunen        | 1933                    |              | Stond vroeger op de splitsing Steegse Peelweg-Begijnhofweg, bij de grens met Heide. Werd in 2005 verplaatst naar de huidige plek.                            | Veldkruis, Steegse Peelweg (Leunen)                                                  |
| Weideweg                                      | Leunen        | 1945                    |              | Stond vroeger midden in het veld. Werd in 1972 verplaatst naar de berm van de weg.                                                                           |                                                                                      |
| Beek (bij nr. 5)                              | Merselo       | 1900                    | Hagelkruis   | | Veldkruis aan de Beek bij nr. 5, Merselo                                             |
| Blakterweg-Hoogriebroekseweg                  | Oirlo         | 1903                    |              | Stond vroeger bij de Hazenhut in de Peel op de grens tussen Deurne en Venray.                                                                                |                                                                                      |
| Boddenbroek (bij nr. 3)                       | Oirlo         | 1946 en 1996            |              | | Veldkruis aan de Boddenbroek bij nr. 3 in Oirlo                                      |
| Deputé Petersstraat                           | Oirlo         | 17e eeuw en ca. 1880    | Hagelkruis   | Dit kruis was vroeger een pleisterplaats voor pelgrims die op weg waren naar Kevelaer                                                                        |                                                                                      |
| Oirloseheide (bij nr. 2)                      | Oirlo         | 1935                    |              | | Veldkruis aan de Oirloseheid bij nr. 2 in Oirlo.                                     |
| Zandhoek (bij nr. 13)                         | Oirlo         | 19e eeuw                |              | | Veldkruis, Zandhoek (Oirlo)                                                          |
| Rosmolen-Spurkterdijk                         | Oostrum       | 1951                    |              | | Veldkruis Rosmolenweg-Spurkterdijk in Oostrum, gem. Venray                           |
| Bergweg (bij nr. 2)                           | Venray        | Ca. 19e eeuw en 1970    | Hagelkruis   | Dit kruis moest in 1960 wijken voor de aanleg van de Westsingel. Werd daarna enkele malen verplaatst. Staat thans bij Verzorgingshuis Schuttersveld.         |                                                                                      |
| Bolerostraat (bij nr. 4a)                     | Venray        | 19e eeuw                |              | |                                                                                      |
| Bongerdstraat-Stationsweg                     | Venray        | 27 september 1873       |              | |                                                                                      |
| Hagelweg-Westsingel                           | Venray        | 1577 en 1984            | Hagelkruis   | Stond vroeger op de splitsing Hagelweg-Hoenderstraat en moest wijken voor de aanleg van de Westsingel in 1960. Werd in 1984 verplaatst naar de huidige plek. |                                                                                      |
| Henri Dunantstraat-Sint Servatiusweg          | Venray        | 1753 en 1982            |              | Geplaatst vanwege de mishandeling en moord op Ruth Benders, op 21 mei 1753.                                                                                  |                                                                                      |
| Industriestraat-Smakterweg-Doctor Kortmannweg | Venray        |                         |              | | Veldkruis aan het kruispunt Industriestraat-Smakterweg-Doctor Kortmannweg in Venray. |
| Kruisstraat-Sint Antoniusstraat               | Venray        | 1533 en 1981            |              | |                                                                                      |
| Hoebertweg                                    | Venray        | 1680 en 18e eeuw        |              | Geplaatst vanwege de moord op Aerd Reyncens, op 21 december 1680.                                                                                            |                                                                                      |
| Veulenseweg-Voerleberg                        | Veulen        | 17e eeuw en 1982        | Hagelkruis   | |                                                                                      |
| Veulenseweg-Lorbaan                           | Veulen        | 4 april 1959            |              | |                                                                                      |
| Geijsterseweg                                 | Wanssum       |                         |              | |                                                                                      |
| Middenpeelweg-Paardekopweg                    | Ysselsteyn    |                         |              | |                                                                                      |